# Sächsisches Eisenbahnmuseum
Das Sächsische Eisenbahnmuseum ist ein Museum für historische Eisenbahnfahrzeuge in Chemnitz. Es befindet sich auf dem Gelände des früheren Bahnbetriebswerkes Chemnitz-Hilbersdorf. Seit der 4. Sächsischen Landesausstellung 2020 tritt es gemeinsam mit dem Technikmuseum Seilablaufanlage unter dem Titel „Schauplatz Eisenbahn“ auf.

## Geschichte

### Bahnbetriebswerk
Das Bahnbetriebswerk Chemnitz-Hilbersdorf war eine der letzten großen Einsatzstellen für Lokomotiven der Baureihe 58. Auch 1967 zählte der Bestand noch 30 Maschinen. In den 1970er Jahren wurden sie dann von Lokomotiven der Baureihe 50 verdrängt. Bis in die 1960er Jahre war es auch eine der bedeutendsten Dienststellen für die Baureihe 38.2. Auch die Lok 38 205 war während ihrer gesamten Betriebszeit als Museumslok von 1979 bis 1998 hier stationiert und ist noch immer hier untergebracht. Sie gehört heute dem DB-Museum Nürnberg und steht als Leihgabe hier.
Das Bahnbetriebswerk war bis zur Abstellung der letzten Dampflokomotiven 1988 für deren Wartung und Instandhaltung zuständig.

### Museum
Das Sächsische Eisenbahnmuseum liegt auf dem Gelände des ehemaligen Bahnbetriebswerkes für Güterzuglokomotiven auf dem Bahnhof Chemnitz-Hilbersdorf.
Nach der Schließung des Bahnbetriebswerkes im Jahr 1992 übernahm der Verein Sächsisches Eisenbahnmuseum die vorhandenen, unter Denkmalschutz stehenden Gebäude. Das Museum verfügt über zwei 26-ständige Ringlokschuppen mit 20-m-Drehscheiben. Dazu kommen noch eine Bekohlungsanlage mit Hochbunker und Besandungsanlagen, Wasserkräne, eine funktionsfähige Achssenke sowie die weitere Einrichtungen eines funktionsfähigen Bahnbetriebswerkes für Dampflokomotiven.
Das Museum war Schauplatz von zwei Unfällen von Lokomotiven der Baureihe 23.10. Im Jahre 2002 verunfallte hier die Lok 23 1097, die seit 2007 wieder betriebsfähig ist. Am 18. August 2017 verunfallte die Lok 23 1019 im Bahnbetriebswerk Chemnitz und ist seither abgestellt.
In der Ausstellung wird die Entwicklung der Eisenbahn in Sachsen und besonders in der Region Chemnitz dargestellt. Neben einem umfangreichen Bestand an Dampf-, Diesel- und Elektrolokomotiven verfügt das Museum auch über eine umfangreiche Sammlung betriebsfähiger Feldbahnfahrzeuge.
Für den Fernsehfilm Go West – Freiheit um jeden Preis aus dem Jahr 2010 dienten die Außenanlagen des Museums als Kulisse für einen tschechischen Güterbahnhof.
An der 4. Sächsischen Landesausstellung im Jahr 2020 nahm das Sächsische Eisenbahnmuseum gemeinsam mit dem Technikmuseum Seilablaufanlage – Rangierbahnhof Chemnitz-Hilbersdorf als Schauplatz Eisenbahn teil.

## Ausstellungsstücke
Viele der ausgestellten Lokomotiven sind Leihgaben von Privatpersonen, des Verkehrsmuseums Dresden oder des Verkehrsmuseums Nürnberg. 2009 umfasste der Bestand 18 Dampflokomotiven, 16 Diesellokomotiven und drei Elektrolokomotiven sowie 40 Personen- und Güterwagen. So zeigt das Museum unter anderem die Dampfloks  38 205, 43 001, 75 515 und 86 001, die Diesellokomotiven V 180 141, 219 003, V 60 1001 sowie die Elektroloks 254 059 und E 44 045. Als Sonderfahrzeug gehört zum Museumsbestand auch ein Tatra 141 mit Culemeyer-Straßenroller.
Die Betriebserlaubnis der vereinseigenen 50 3648 lief im Frühjahr des Jahres 2009 aus, die Lokomotive wurde daraufhin bis November 2015 wieder betriebsfähig aufgearbeitet und steht seitdem wieder für Sonderfahrten zur Verfügung.
Ende August jeden Jahres findet ein großes Heizhausfest mit Lokparade statt.

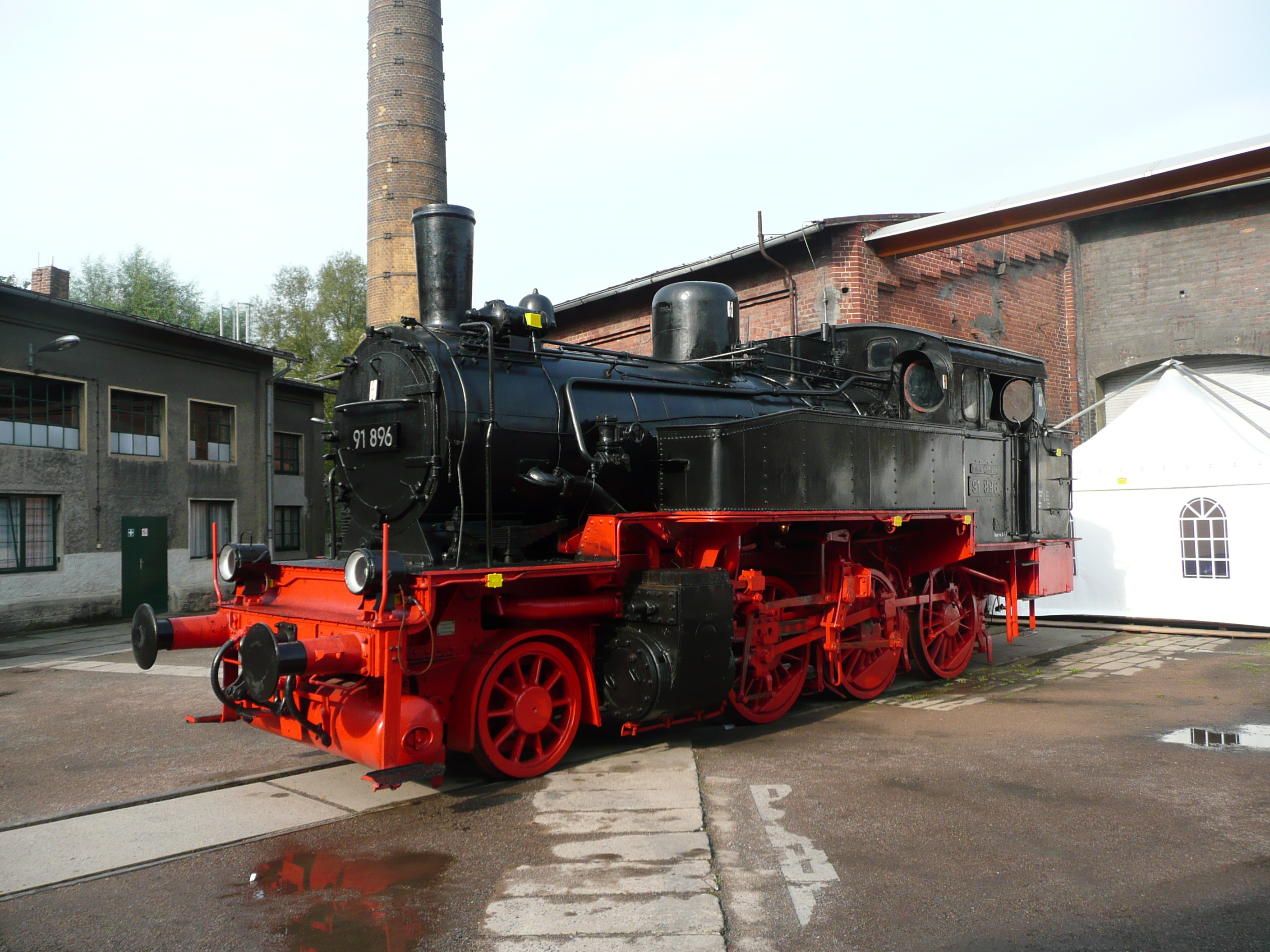
91 896
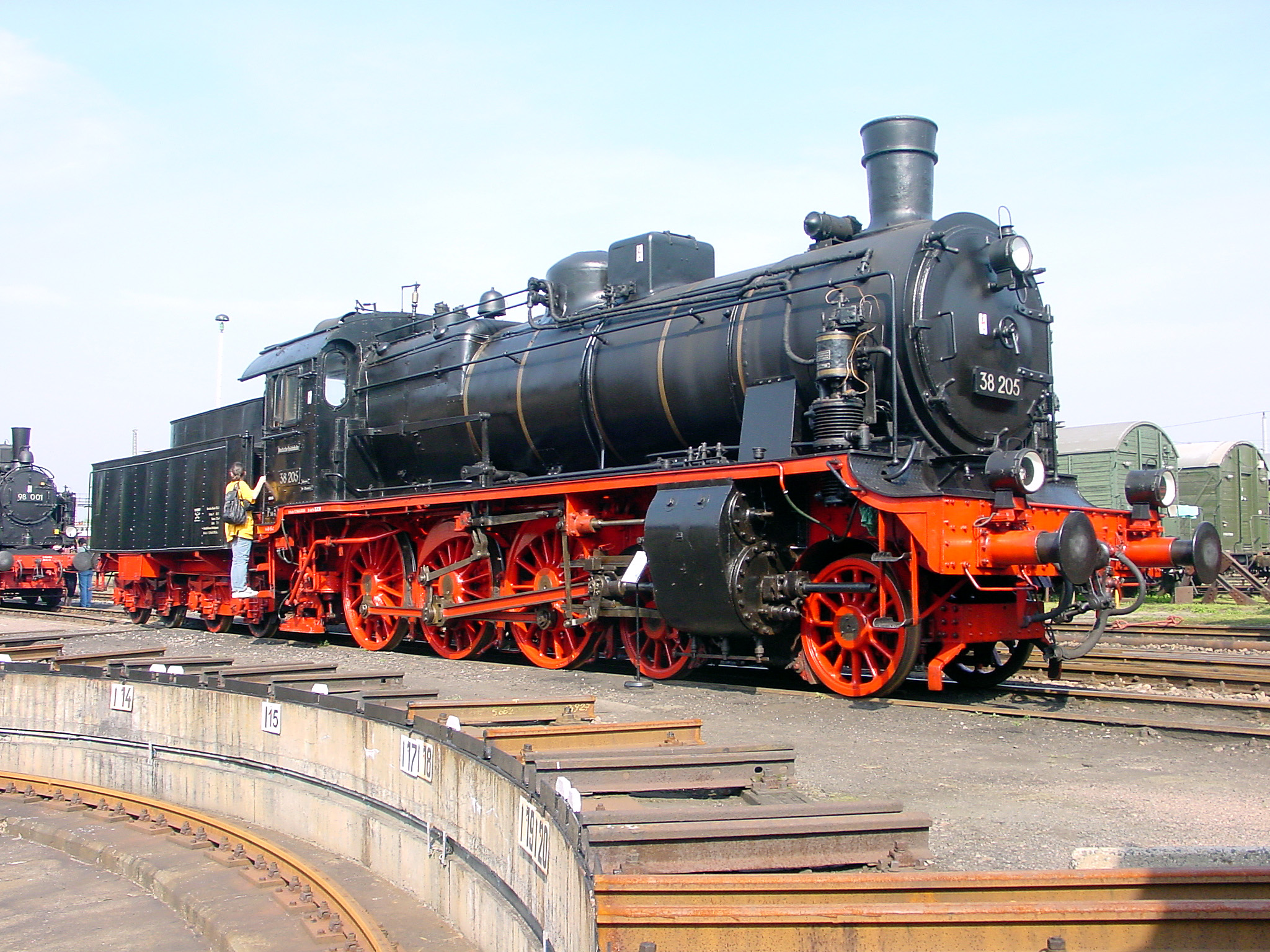
38 205
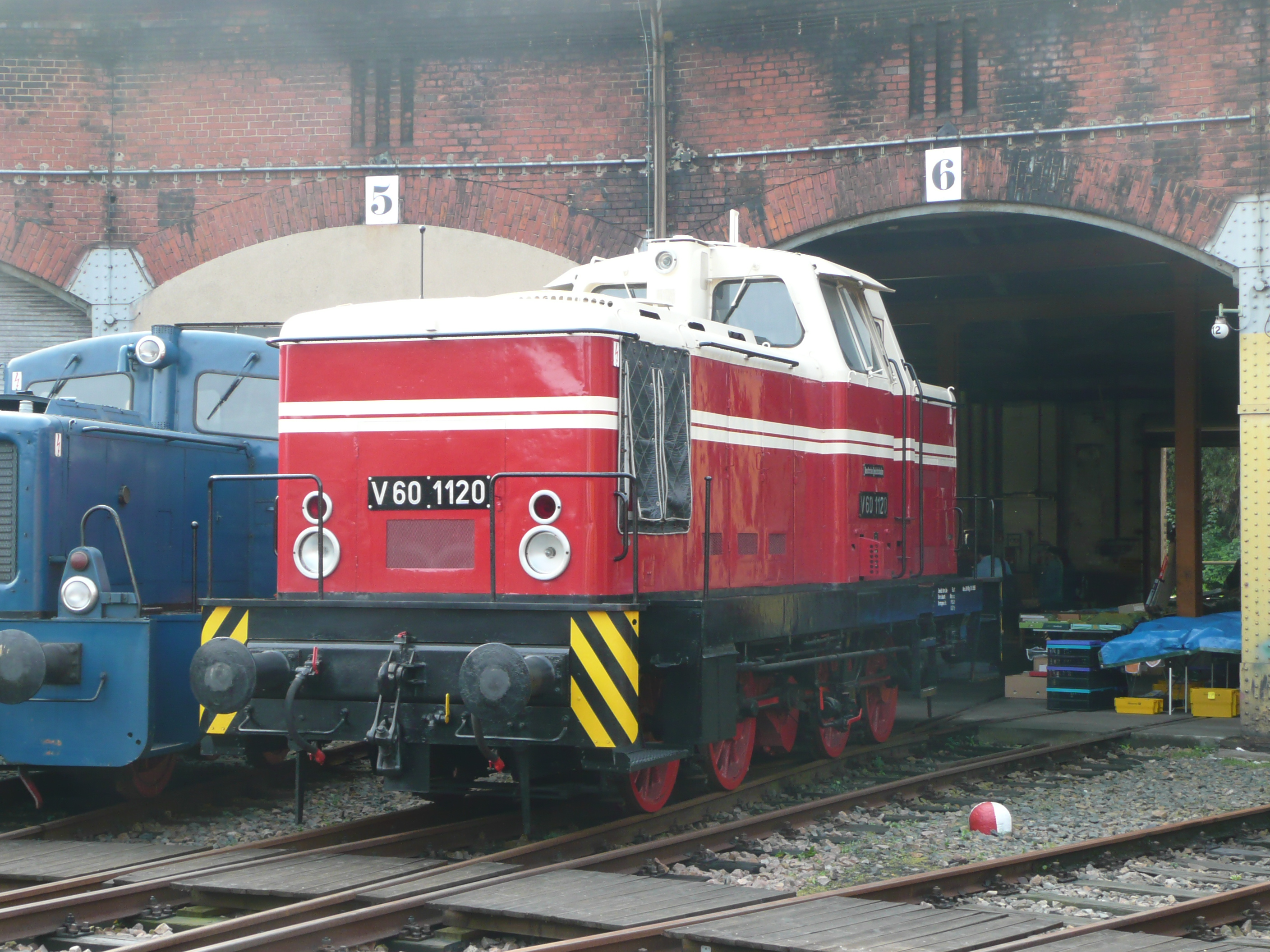
V 60 1120
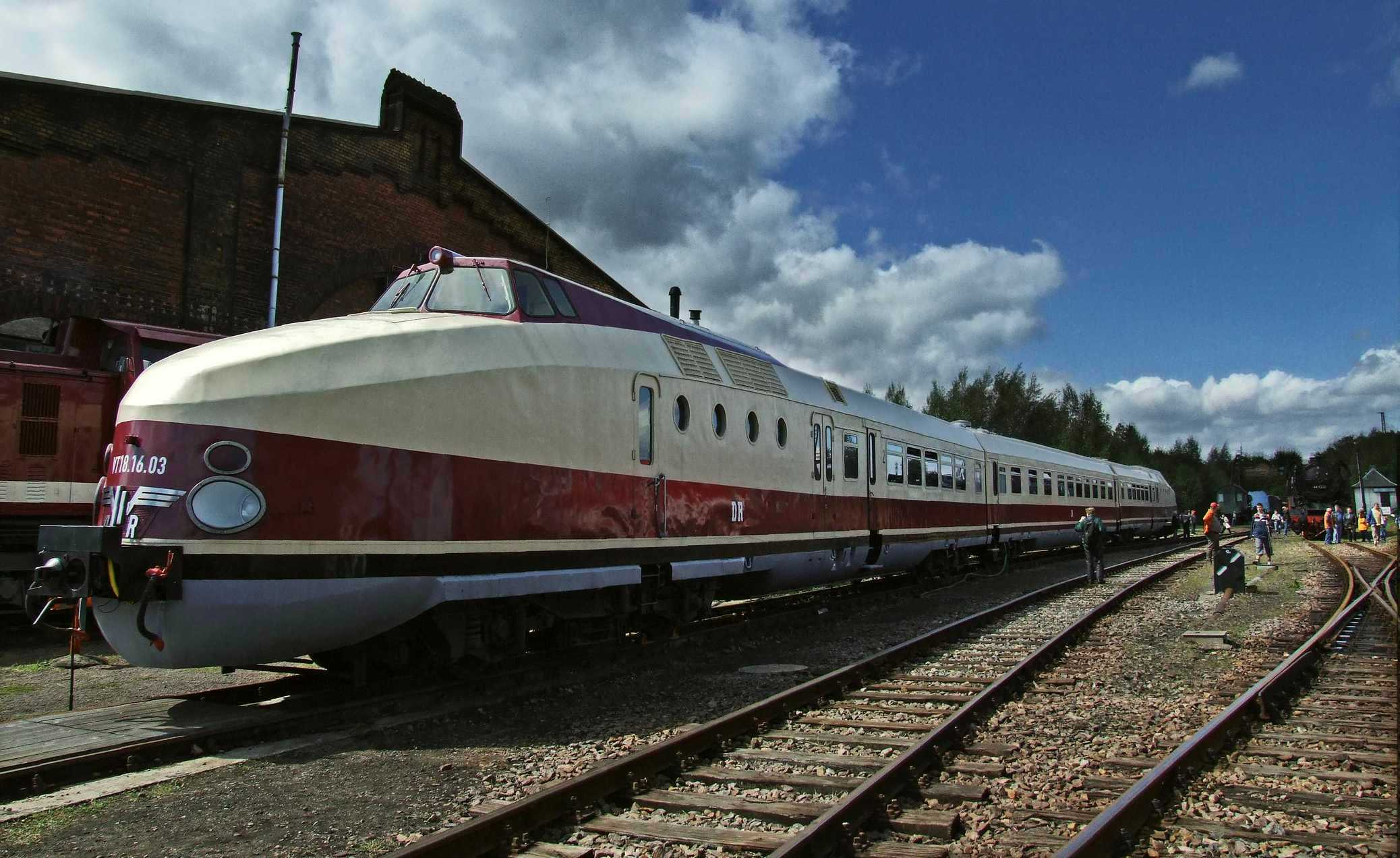
VT 18.16 03
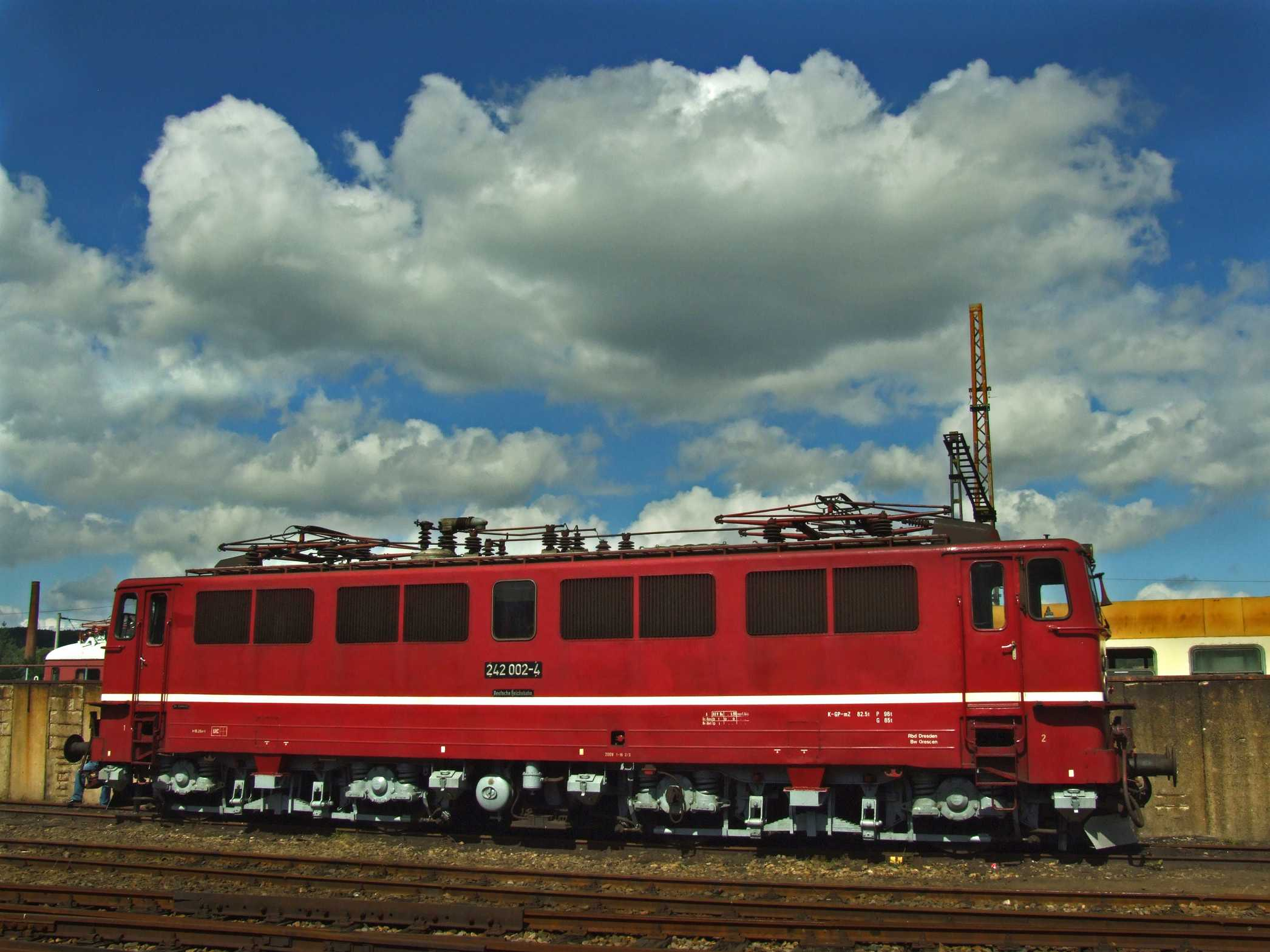
242 002
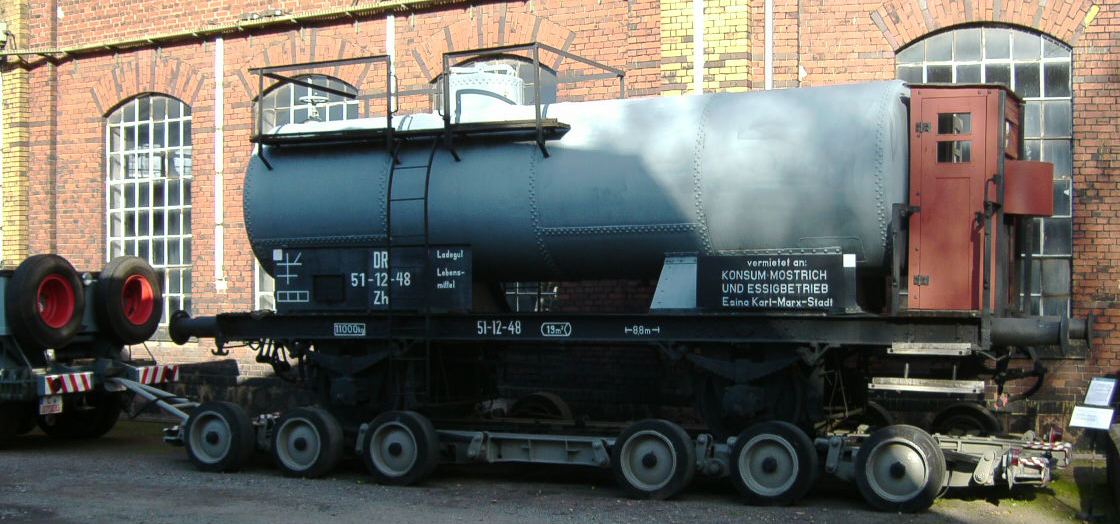
Culemeyer

## Feldbahn im Sächsischen Eisenbahnmuseum

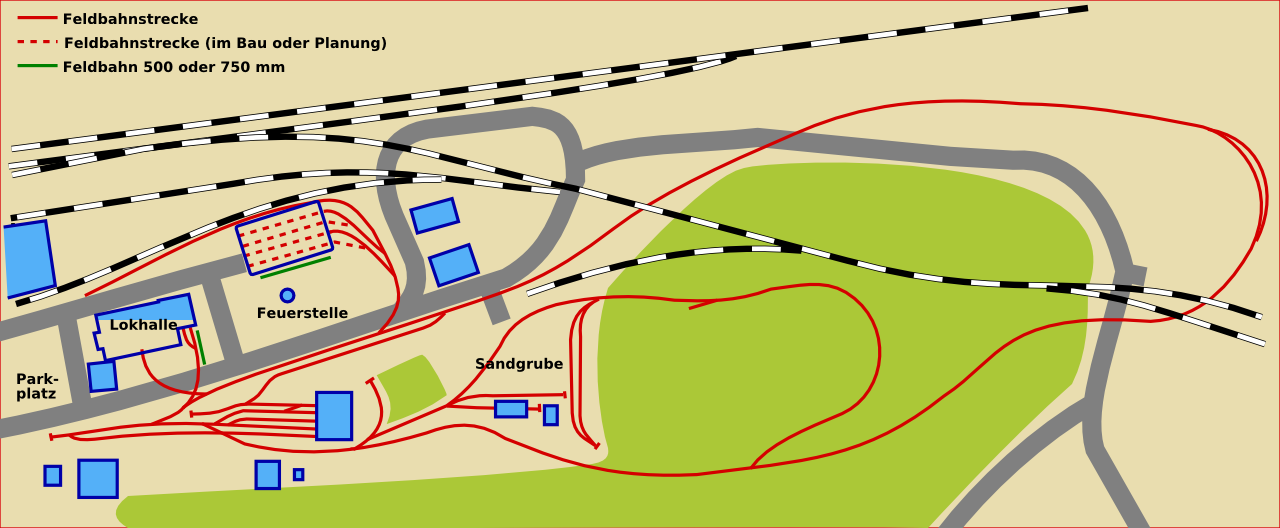
Lageplan der Feldbahn im Sächsischen Eisenbahnmuseum

Im Jahr 1992 wurde die Feldbahngruppe im Sächsischen Eisenbahnmuseum gegründet, mit dem Ziel die frühere Bedeutung der Feldbahnen in Sachsen zu demonstrieren. Auf den Brachflächen östlich des Eisenbahnmuseums, auf denen sich teilweise Lagerflächen befanden, entstand ein Feldbahnnetz in 600-mm-Spurweite mit Bahnhof, Lokschuppen und Werkstatt.
Als 1996 genug gesammeltes Gleismaterial aus Beständen größtenteils umliegender Feldbahnen zur Verfügung stand, wurde der Gleisbau begonnen.
Der Bau des Museumsbahnhofes begann im Januar 1997, am 3. Januar 1998 erfolgte die Grundsteinlegung des Lokschuppens.
Aus Finanzgründen ging der Verein 1999 an das Sächsische Eisenbahnmuseum über. Durch Anmietung einer benachbarten Schlosserei wurde das Areal 2002 um einige Ausstellungsräume erweitert. Am 25. November 2005 wurde die Hälfte der heutigen Strecke eingeweiht. Bis 2006 gewann die Feldbahn weiter an Länge. Der restliche Teil der Strecke wurde am 8. April 2006 eingeweiht.
| Typ                          | Hersteller                  | Fabriknummer | Baujahr | Herkunft                                         | Bemerkungen           |
| ---------------------------- | --------------------------- | ------------ | ------- | ------------------------------------------------ | --------------------- |
| LKM Ns 1                     | LKM Babelsberg              | 247446       | 1957    | Ziegelei Chemnitz-Rottluff                       | betriebsfähig         |
| LKM Ns 1                     | LKM Babelsberg              | 247154       | 1954    | Ziegelei Forberge                                | betriebsfähig         |
| LKM Ns 2f                    | LKM Babelsberg              | 248492       | 1954    | Ziegelei Chemnitz-Rottluff                       | betriebsfähig         |
| LKM Ns 2f                    | LKM Babelsberg              | 248819       | 1956    | Ziegelei Chemnitz-Rottluff                       | nicht betriebsfähig   |
| LKM Ns 2f                    | LKM Babelsberg              | 248505       | 1955    | Ziegelei Chemnitz-Rottluff                       | nicht betriebsfähig   |
| LKM Ns 2f                    | LKM Babelsberg              | 248512       | 1955    | Ziegelei Oberlungwitz                            | betriebsfähig         |
| LKM Ns 3d                    | LKM Babelsberg              | 249273       | 1960    | Ziegeleiwerk Erfurt-Gispersleben                 | betriebsfähig         |
| BN15R                        | ČKD Prag                    | 63-004       | 1963    | Ziegelei Forberge                                | nicht betriebsfähig   |
| BN15R                        | ČKD Prag                    | 9015         | 1960    | Ziegelei Bielatal                                | nicht betriebsfähig   |
| BN30R                        | ČKD Prag                    | 40096        | 1961    | Pfannensteinwerk Liebertwolkwitz                 | betriebsfähig         |
| BND30                        | ČKD Prag                    | 2431         | 1956    | Feldbahnmuseum Hildesheim                        | betriebsfähig         |
| EL 105                       | Arnold Jung Lokomotivfabrik |              |         | Ziegelei Grechwitz                               | betriebsfähig         |
| EL 110                       | Arnold Jung Lokomotivfabrik | 12421        | 1955    | Granitbruch Füssel, Laußnitz                     | nicht betriebsfähig   |
| DG 10 IV                     | Henschel & Sohn             | D1172        | 1935    | Ziegelei Nordhausen                              | geplante Aufarbeitung |
| MD2                          | Orenstein & Koppel          | 9774         | 1939    | Ziegelei Großröhrsdorf                           | betriebsfähig         |
| 15/18 PS                     | Gmeinder                    | 2201         | 1938    | privat                                           | betriebsfähig         |
| OME 117 F                    | Deutz AG                    | 13869        | 1935    | Feldbahnmuseum Oekoven                           | betriebsfähig         |
| Schienenkuli                 | Eigenbau                    |              |         | Ziegelei Großröhrsdorf                           | geplante Aufarbeitung |
| LEW EL 9                     | LEW Hennigsdorf             |              |         | Fluss- und Schwerspatwerk Klingenthal/Brunndöbra | betriebsfähig         |
| LEW EL 9                     | LEW Hennigsdorf             | 11585        | 1968    | Schaubergwerk Schneckenstein, Tannenbergsthal    |                       |
| Dampflok B-Kuppler Spunterei | Hanomag                     | 9332         | 1923    |                                                  | in Aufarbeitung       |
| Brigade-Dampflok             | Hartmann                    | 4300         | 1919    | Zuckerfabrik Mosambik                            | Ausstellungslok       |

Dazu verfügt die Feldbahn über vier Personenwagen, diverse Kipploren, eine Kalklore, zwei Langholztransporter, zwei Handwagen und einen Unkrautsprengwagen.